# Francesco Saverio Fabri

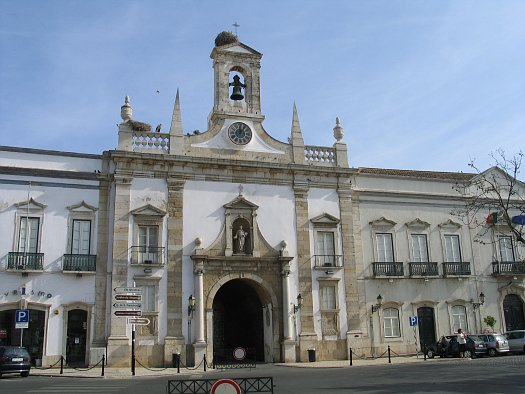
Arco da Vila, em Faro, obra de Francesco Saverio Fabri

Francesco Saverio Fabri, também conhecido como Francisco Xavier Fabri, (Medicina, Itália, 11 de janeiro de 1761 – Lisboa, Portugal, 23 de outubro de 1817) foi um arquiteto italiano estabelecido em Portugal.

## Biografia
Filho de Giovanni Battista Fabri, expoente de uma família ilustre e membro do Conselho Comunal, e de Antonia Capuzzi di Lugo, Francesco Saverio Fabri nasceu na pequena cidade italiana de Medicina, que pertence hoje à Província de Bolonha, na região italiana da Emília-Romanha. Na época, como quase toda região, Medicina e Bolonha faziam parte dos Estados Pontifícios.
Após concluir seus primeiros estudos na sua cidade natal, Fabri ingressou no curso de desenho e arquitetura da célebre Academia Clementina (en) de Bolonha. Fundada em 1706 pelo pintor Ercole Fava (en) como Accademia dei Pittori (Academia dos Pintores), esta escola teve seus estatutos aprovados pelo papa Clemente XI em dezembro de 1711, mudando então de nome para Academia Clementina. Antes disso, em 1710, ela fora incorporada ao Instituto de Bolonha, que havia sido fundado com apoio do Sumo Pontífice, pelo oficial, acadêmico e naturalista Luigi Ferdinando Marsigli. Tratava-se de uma das mais importantes escolas de arte da Itália, onde ensinavam pintores como Carlo Cignani e Donato Creti, ou então, três dos membros da célebre família de cenógrafos Galli da Bibbiena: Ferdinando ( en), Francesco (en) e Giuseppe (en). Outros artistas associados à Academia foran os pintores Vittorio Bigari (en), Gaetano Gandolfi e Ercole Lelli (en), o pintor e gravador Francesco Rosaspina (en) e o arquiteto Angelo Venturoli (en).

A instituição compunha-se de quarenta acadêmicos vitalícios, os chamados "acadêmicos de número, dentre os quais era eleito o presidente ou "príncipe" e seu "vice-príncipe", que o substituía sempre que necessário.
“A Academia, segundo os estatutos publicados em 1711, sugeria um ensino apoiado no desenho e na pintura. Possuía a Escola do Nu, para a formação de pintores e escultores, e a Escola de Arquitetura, para a formação de pintores de quadratura e de cenografia. 

A arquitetura ensinada na Academia não era a dos construtores, mas aquela voltada à formação de quadraturistas e cenógrafos. A Escola de Arquitetura incluía os cursos de arquitetura, geometria prática, perspectiva e ornato. No curso de perspectiva, estudava-se também a paisagem e no de ornato, a decoração arquitetônica e o projeto de objetos”.

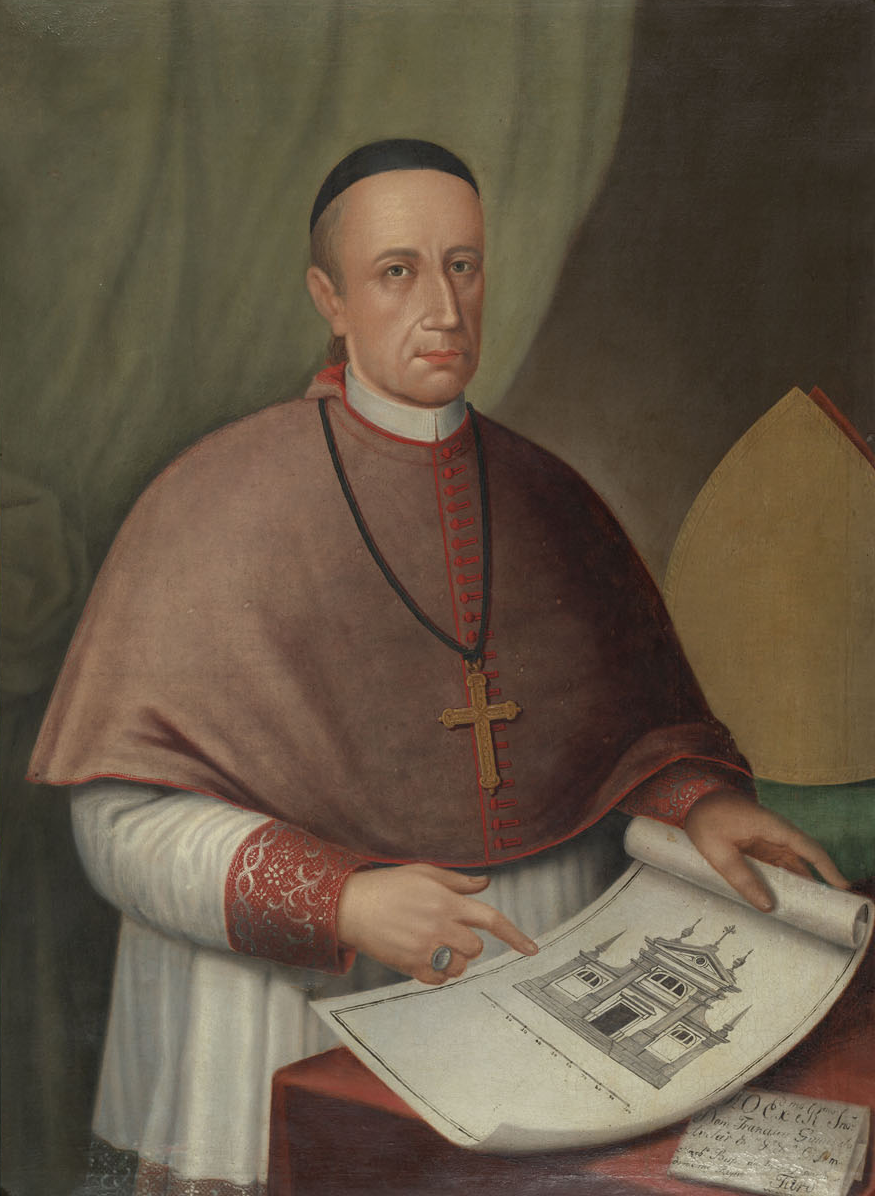
Dom Francisco Gomes de Avelar, bispo do Algarve, que patrocinou a vinda de Francesco Saverio Fabri a Portugal.

Na Academia Clementina, Fabri teve entre seus mestres os arquitetos Francesco Tadolini (en) e Angelo Venturoli (en),  ambos divulgadores do chamado classicismo moderato neocinquecentesco, uma das vertentes do Neoclassicismo, difundida em Bolonha por gente como os arquitetos Mauro Antonio Tesi (en) e Carlo Bianconi (en) e o conde Francesco Algarotti, notável crítico e ensaísta e uma das figuras mais influentes da Esclarecimento italiano. 
“Os melhores alunos da Academia eram recompensados com prêmios em reconhecimento aos trabalhos desenvolvidos durante o ano letivo. Esses prêmios eram entregues todos os anos em uma cerimônia solene e davam a oportunidade aos vencedores, de fazer parte da instituição, como membro efetivo ou honorário. A recompensa vinha através dos prêmios Marsigli, de primeira e segunda classes, e do prêmio Fiori. O prêmio Marsigli, instituído em 1727, consistia em medalhas entregues aos seis melhores trabalhos da Academia e o Fiori, criado em 1743, reconhecia o mérito e a assiduidade de 12 estudantes”. Fabri obteve os Prêmios Fiori de 1782, 1783 e 1784, com os desenhos Pantheon a pianta centrale, Mausoleo di generale e Progetto di palazzo, e, em 1783 e 1788, ele venceu o Prêmio Marsigli-Aldrovandi na primeira classe de arquitetura com os projetos de Facciata di magnifico teatro e Dogana di mare.
Tendo iniciado o exercício da profissão em 1782, o arquiteto concebeu neste mesmo ano na sua cidade natal o altar da Compagnia della Buona Morte da Igreja da Confraria da Assunção (ou do Crucifixo). Ainda em Medicina, o arquiteto elaborou, ao lado do célebre escultor Luigi Acquisti (en), o projeto do Palácio Prandi e, em 1785, esboçou o Hospital de S. Maria do Sufrágio, que, infelizmente, seria demolido no período napoleônico, antes mesmo de ser concluído.

É possível que tenha sido durante suas frequentes viagens a Roma que Fabri conheceu o clérigo oratoriano português D. Francisco Gomes de Avelar, futuro Bispo do Algarve. Marcos Sousa SANTOS explica o encontro do seguinte modo:

“É provável que o primeiro contato entre D. Francisco Gomes do Avelar e Fabri tenha sido estabelecido por intermédio de um tal Pe. Careno, também oratoriano, que, pelo menos desde 1788, em Roma angariava artistas que estivessem disponíveis para instalar-se em Portugal. Em todo o caso, independentemente do modo como as duas figuras entram em contacto, em novembro de 1790 o arquiteto bolonhês desembarca no Algarve (Tavira), diretamente vindo de Itália a convite do bispo D. Francisco Gomes do Avelar, que o instala no Paço episcopal com direito a uma renda anual de 200.000 réis, cama e comida.” 
Descontente com a aparência um tanto lúgubre e monótona que caracterizava então o Arco da Vila de Faro, D. Francisco Gomes Avelar, que havia chegado ao Algarve em 1789, teria decidido que, sem interferir na estrutura existente, fosse a antiga porta acrescida de uma fachada monumental, projetada segundo o repertório neoclássico. Para conduzir esta obra o prelado decidiu não recorrer aos arquitetos portugueses, ainda apegados à estética barroca e rococó, preferindo mandar vir à região um arquiteto estrangeiro, conhecedor das tendências que vigoravam em meios mais cosmopolitas, como o romano. 

No Algarve, sob o mecenato de D. Francisco Gomes de Avelar, que familiarmente o tratava como “o meu Fabri”, o arquiteto se ocuparia da construção ou remodelação da Igreja de Santa Maria do Castelo, de Tavira, provavelmente a mais palladiana das igrejas portuguesas, assim como das matrizes de São Brás de Alportel, Albufeira, Estoi, Lagoa, Aljezur e Cacela, “imprimindo em todas, com maior ou menor impacto, a marca do inovador formulário neoclássico”. 

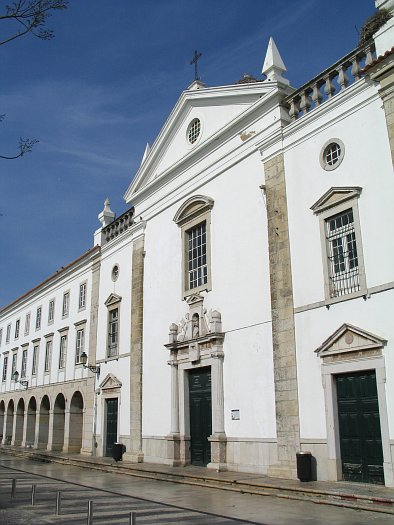
Fachada da Misericórdia de Faro

Em Faro, como parte do amplo programa de renovação arquitetônica e urbanística da sede do bispado, idealizado por Gomes de Avelar, Fabri projetou um novo seminário, urbanisticamente articulado com a Sé catedral e com o Paço Episcopal, e para a praça ribeirinha da cidade, um moderno hospital anexo à Santa Casa da Misericórdia e o monumental Arco da Vila. Tamanha era a importância que atribuía à difusão do novo estilo no território da sua diocese que, durante o tempo em que Fabri permaneceu no Algarve, Gomes de Avelar exigia que todo projeto diretamente ligado ao culto fosse submetido à análise prévia do arquiteto.
Em 1794, Francesco Saverio Fabri já conquistara prestígio suficiente para ser chamado a Lisboa, onde, neste mesmo ano, seria nomeado Arquiteto das Obras Públicas. Plenamente integrado aos círculos da Corte, a 2 de fevereiro de 1799, na freguesia de Santos-o-Velho, em Lisboa, “D. Francisco Xavier Fabri” desposaria Bárbara de Sousa Vieira, ﬁlha do sargento-mor Carlos António Ferreira do Monte (antigo mestre de equitação do Príncipe D. João) e de Dona Maria Rosa de Sousa Vieira. Elevado mais tarde à dignidade de Arquiteto das Obras de Sua Majestade, em 1804, o Príncipe-Regente, que apreciava muito o seu trabalho, o agraciaria com a Ordem de Cristo. Em Lisboa, Fabri viria a projetar ou colaborar na concepção de obras tão importantes como o Palácio Foz (c. 1795), o Hospital da Marinha (c. 1797), o cemitério de Campo de Ourique (c. 1799) e o mausoléu do Príncipe Waldeck (c. 1799). Por fim, após a morte de Manuel Caetano de Sousa, primeiro responsável pelas obras de construção do Palácio da Ajuda (c. 1802-1817), Fabri terminaria por assumir a direção deste importante canteiro, que exerceria ao lado do arquiteto português José da Costa e Silva.
Foi ainda sob as indicações de Francesco Saverio Fabri que se efetuou o primeiro levantamento arqueológico das Ruínas do Teatro Romano, na capital portuguesa.

## Estilo e obra

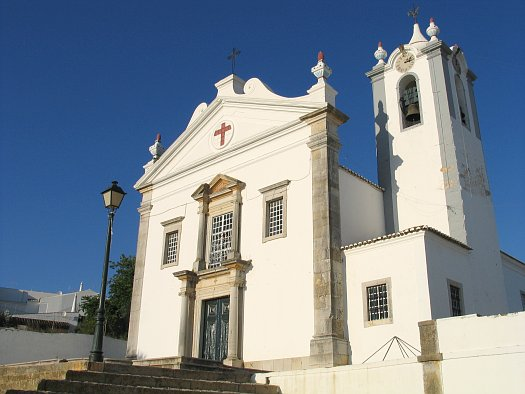
Igreja Matriz de Estoi

O Settecento foi um período de autêntico florescimento artístico para Bolonha. Se na pintura destacou-se o talento de Carlo Cignani, Marcantonio Franceschini (en), Donato Creti, Vittorio Maria Bigari (en), Giuseppe Maria Crespi - e, no final do século, dos irmãos Ubaldo (en) e Gaetano Gandolfi - na escultura distinguiram-se Angelo Piò (en), Luigi Acquisti (en) e Giacomo De Maria (en), que fariam esta arte transitar para o Neoclassicismo. Na música, Bolonha foi uma etapa fundamental para a formação de novos músicos europeus: tanto assim, que o jovem Mozart iria aperfeiçoar ali os seus conhecimentos junto ao padre Giovanni Battista Martini, insigne teórico, historiador e compositor, e, assim, ser admitido na renomada Academia Filarmônica local, que servia de verdadeiro cartão de visita para músicos, compositores e cantores da época. A inauguração do Teatro Comunale (en), em 1763, veio relançar a paixão pela música, que nunca cessara na Cidade, enquanto que a Academia de Ciências do Instituto de Bolonha (en), que fora fundada em 1711, pelo oficial, acadêmico e naturalista Luigi Ferdinando Marsigli, havia se convertido num dos maiores centros científicos da época. Foi neste ambiente refinado e brilhante que Francesco Saverio Fabri completou sua formação artística e intelectual. 

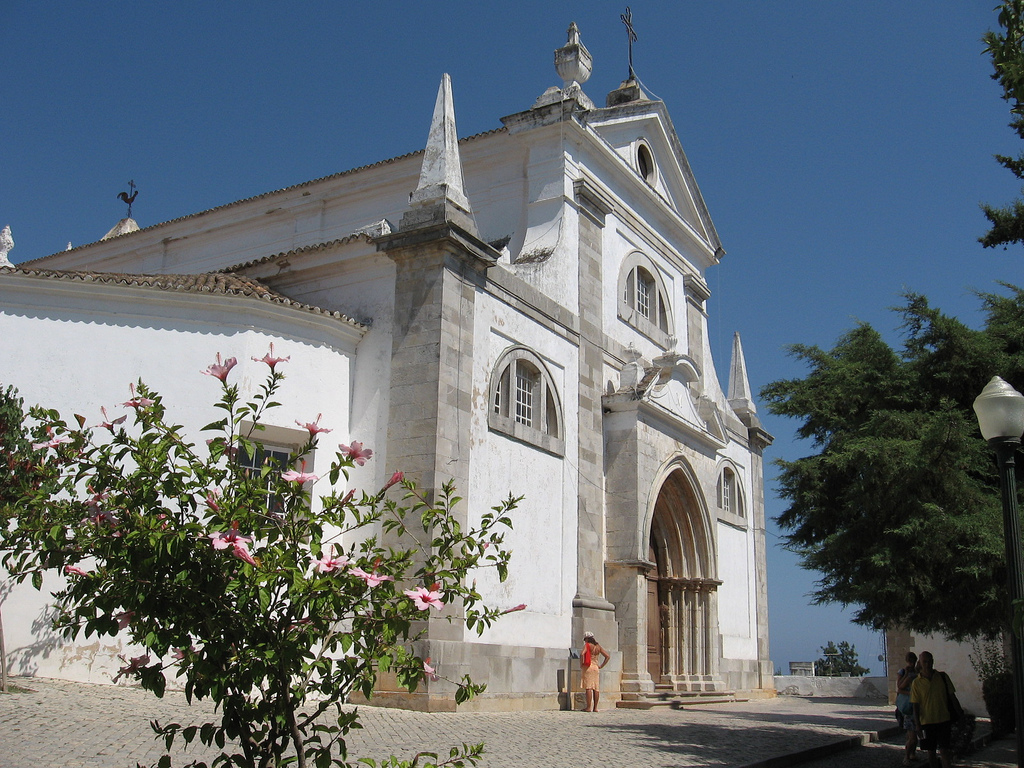
Igreja de Santa Maria do Castelo, Tavira

Na época de sua formação, o Neoclassicismo já se tornara o estilo dominante na Itália. Ao norte, no Milanês, então possessão austríaca, em torno de artistas tão talentosos quanto Leopoldo Pollack (en), Giuseppe Piermarini (en), Giuseppe Zanoia (en), Giacomo Moraglia (en), Giocondo Albertolli (en), Luigi Canonica (en) e Simone Cantoni (en), florescera uma das mais refinadas vertentes do Neoclassicismo arquitetônico. Ao sul, no Reino de Nápoles e Sicília, sob o patrocínio dos grandes construtores que foram os reis Carlos VI e Fernando IV, desenvolvera-se uma escola igualmente importante, da qual Luigi Vanvitelli, o arquiteto do Palácio de Caserta, figura entre os expoentes mais brilhantes, ao lado de Ferdinando Sanfelice, Ferdinando Fuga, Francesco Sabatini e Mario Goffredo (en). 
Na Bolonha de Francesco Saverio Fabri, uma das figuras dominantes do cenário arquitetônico foi seu mestre Angelo Venturoli (en), que deixou obras como o Palazzo Herculani (en), as ville Modoni e Malvezzi Campeggi e a Igreja de San Martino in Pedriolo, todos em Bolonha e arredores. Venturoli, cuja principal fonte de inspiração parece ter sido o classicismo do Cinquecento, isto é, a obra de arquitetos como Andrea Palladio e Vincenzo Scamozzi, foi um arquiteto de transição entre o os estilos tardobarroco e neoclássico, que, além de demonstrar perfeito domínio do léxico palladiano, foi definido como um tenaz simplificador de linhas e massas, sempre correto, utilitário e fiel ao senso clássico de equilíbrio e simetria.   

Tais características transparecem também na obra de seu discípulo Francesco Saverio Fabri, como na renovada fachada de Santa Maria do Castelo, em Tavira, “a mais palladiana igreja portuguesa”, ou então, no Arco da Vila de Faro, que por ser a primeira obra-prima do arquiteto italiano em Portugal, merece uma atenção especial. Segundo Marco Sousa SANTOS,
“Ao analisar o Arco da Vila do ponto de vista estritamente arquitetónico torna-se evidente que as fontes usadas por Francisco Xavier Fabri para o desenhar foram os tratados de arquitetura, que circulavam um pouco por toda a Europa, nomeadamente os do também bolonhês Sebastiano Serlio (1475-c.1554). De resto, alguns trechos do Arco da Vila assumem-se como citações quase literais das gravuras que ilustram o célebre tratado quinhentista, circunstância que se torna especialmente óbvia na cornija desta estrutura, nas soluções adotadas nas molduras e ainda em apontamentos de natureza ornamental como sejam as grinaldas que enfeitam os capitéis das colunas que ladeiam o arco propriamente dito. A erudição do projeto percebe-se também no tipo de materiais utilizados, já que nesta estrutura se recorre exclusivamente à cantaria lavrada e abdica em absoluto de outras soluções recorrentes na arquitetura do barro e da cal característica do Sul como sejam os trabalhos de argamassa, de todo estranhas à sensibilidade e formação académica do arquiteto responsável. Tudo é modernidade e erudição.”
Infelizmente, o Palácio Foz, antigo Palácio Castelo Melhor, que Fabri concebeu para o Marquês de Castelo Melhor em 1794, o mesmo ano em que o arquiteto veio para Lisboa, foi demasiado alterado no decorrer do séc. XIX para que se possa apreciar na sua inteireza o estilo do italiano.

Cinco anos mais tarde, pouco antes de conferir ao italiano o título de Arquiteto de Sua Majestade, o então Príncipe-Regente, futuro João VI, confiou a Fabri a concepção e execução do túmulo monumental do príncipe Cristiano Augusto de Waldeck e Pyrmont, marechal-de-campo do exército português, no Cemitério dos Ingleses. O monumento – ainda existente – é constituído por uma pirâmide sobre a qual há um medalhão com o retrato do general, ladeado por tambores de coluna encimados por vasos egípcios. Em todo o conjunto é evidente a inspiração piranesiana, que transparece também no desenho que o arquiteto executaria neste mesmo período para o arco da Praça do Comércio de Lisboa (realizado décadas mais tarde, mas segundo um desenho diverso). 

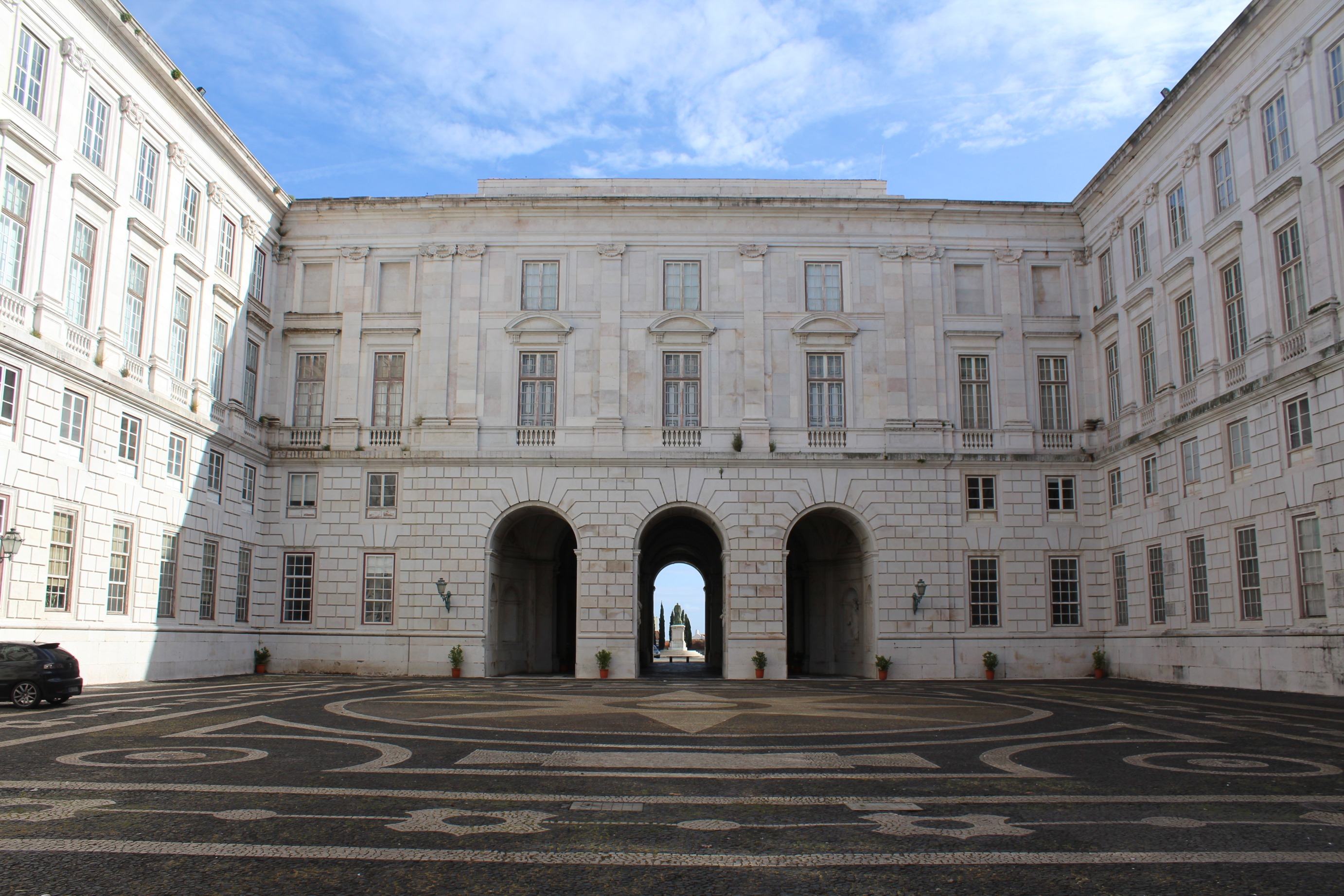
Páteo interno do Palácio da Ajuda, cujo projeto foi revisto por José da Costa e Silva e Francesco Saverio Fabri.

A maior parte das intervenções do arquiteto italiano nos edifícios eclesiásticos do Algarve restringiram-se ao âmbito do restauro e da conservação. Ao realizá-las, Fabri empenhou-se constantemente em respeitar o estilo preexistente, como o atestam não só a Catedral de Faro, mas também as igrejas paroquiais de Cacela, Albufeira, Aljezur, São Brás de Alportel, Lagoa, São Martinho de Estoi e São Luis de Faro. É o que diz José Manuel FERNANDES, para quem 
“Em todas estas obras Fabri soube entender o valor arquitectónico e histórico das partes remanescentes dos edifícios arruinados, e/ou instaurar com largueza e qualidade a “nova ordem” arquitectónica internacional do neo-classicismo, através do tema da austeridade do desenho, e do seu regresso aos padrões ante-barrocos da ordem dórica/toscana, simbolizado na aplicação frequente do frontão triangular encimando as construções.”
Desse modo, se na Igreja de S. Maria do Castelo, Fabri preferiu adotar um projeto de reestruturação radical, que imprimiu à igreja um estilo neopalladiano mais próximo à tradição bolonhesa, aqui também, o arquiteto demonstrou novamente um profundo respeito pela história, ao manter o portal ogival encimado por um tímpano barroco. 

Ao tratar da relação entre o italiano e a arquitetura algarvia, CORREIA observa que
“… Fabri consegue adaptar-se ao espírito do lugar em dois sentidos: por um lado manifesta uma profunda veneração pelos testemunhos que o Terramoto poupou, integrando-os nas novas construções. Por outro, com humildade e sem servilismo, demonstra um profundo respeito pelos valores algarvios que perfeitamente mostrou entender.”
Ao que parece, esta reverência pela arquitetura local decorria, não só da vontade do arquiteto, mas também do programa que lhe fora ditado pelo seu próprio patrocinador, D. Francisco Gomes de Avelar, a respeito de quem Jorge CARREGA acentua o seguinte:
“Numa época marcada por um total desrespeito pelo património cultural, o bispo do Algarve foi pioneiro na defesa da herança artística e arquitetónica algarvia, uma vez que procurou sempre restaurar, e não simplesmente reconstruir, os edifícios arruinados, preservando sempre que possível os elementos característicos de séculos e estilos anteriores.”

Não foi coincidência, portanto, o fato de ter sido Fabri um dos primeiros a valorizar as ruínas do teatro romano descoberto em Lisboa nos últimos anos do séc. XVIII. 

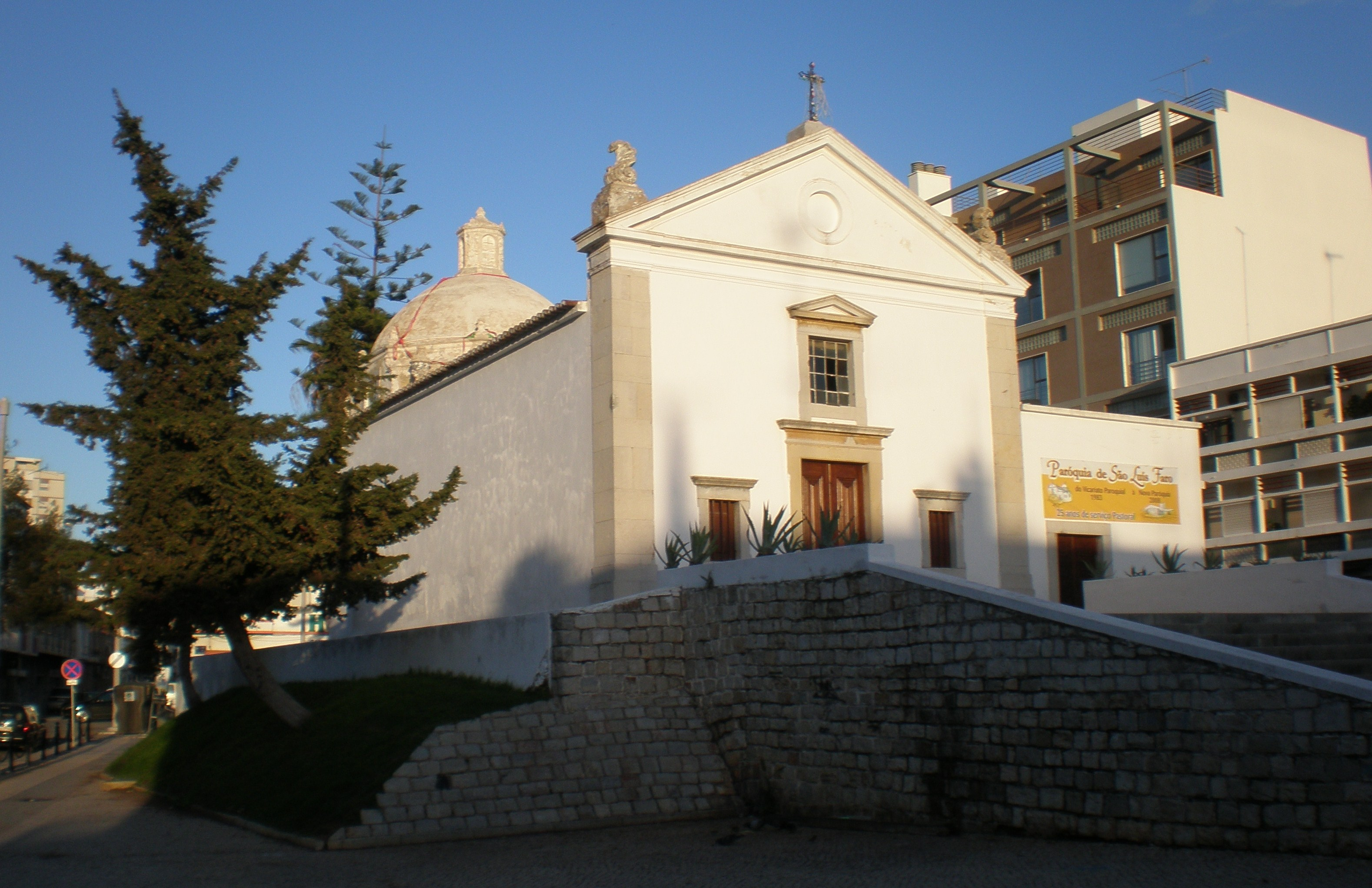
Ermida de São Luís, em Faro

### Principais Projetos:
- Altar da Compagnia della Buona Morte da Igreja da Confraria da Assunção, em Medicina;
- Palácio Prandi, em Medicina;
- Arco da Vila de Faro (remodelação);
- Seminário Episcopal de Faro (remodelação);
- Paço Episcopal de Faro (remodelação);
- Ermida de São Luís (Faro);
- Igreja de Santa Maria do Castelo (Tavira) (remodelação);
- Igrejas Matrizes de São Brás de Alportel, Albufeira, Estoi, Lagoa, Aljezur e Cacela (remodelação);
- Palácio Foz (antigo Palácio Castelo Melhor), em Lisboa;
- Hospital Real da Marinha (Lisboa);
- Jazigo Monumental do Príncipe Waldeck, no Cemitério dos Ingleses (Lisboa);
- Palácio da Ajuda, em Lisboa (renovação projeto e supervisão das obras, ao lado de José da Costa e Silva), e
- Levantamento arqueológico das Ruínas do Teatro Romano de Lisboa.